# Myrosława Kot
Myrosława Petriwna Kot z domu Buha (ur. 5 października 1933 w Warszawie, zm. 29 grudnia 2014 w Drohobyczu) – ukraińska hafciarka.

## Życiorys
Myrosława Kot urodziła się w 1933 roku w Warszawie w rodzinie bojkowsko-łemkowskiej. Ojciec Petro Buha pochodził z Ropczyc, a matka Rozalіja Marіja Jadczyszyn z łemkowskiej wioski koło Sanoka. W 1943 roku jej rodzice wyjechali do Drohobycza. Tam ukończyła szkołę i instytut dla nauczycieli. Pracowała w wiejskich szkołach studiując równocześnie na Wydziale Fizyki i Matematyki Drohobyckiego Instytuty Pedagogicznego. Od 1962 roku pracowała na swojej macierzystej uczelni na Wydziale Analizy Matematycznej. Wyszła za mąż za Mychajła Kota. Mieli dwóch synów.

## Twórczość
Haftem interesowała się od dziecka. W 1982 roku była inicjatorka powstania Wydziału Sztuk Dekoracyjnych i Stosowanych na Uniwersytecie Pedagogicznym. Od 1991 roku kierowała pierwszą na Ukrainie Katedrą metodologii i historii sztuki ludowej i rzemiosła. Zbierała informacji o hafcie w zbiorach muzealnych, prywatnych i archiwach. Napisała kilka książek o hafcie ukraińskim. Wychowała ponad 500 studentów zapoznając ich z haftami z różnych części Ukrainy i ich techniką. Przyczyniła się do  popularyzacji haftu ukraińskiego na całym świecie, w szczególności w USA. W projektach koszul wykorzystywała stare wzory.

## Publikacje
- 1999 Wyszywka Drohobyczczyny – tradyciji i suczasnistʹ[2]
- 2007 Ukrajinśka wyszyta soroczka – tradyciji i suczasnistʹ[3]
- 2010 Wyszywka Myrosławy Kot[3]

## Wystawy
Myrosława Kot na ponad 50 wystawach prezentowała prace swoje i studentów. Wystawy indywidualne:
- 1992 – wystawa w Muzeum Etnografii i Przemysłu Artystycznego Akademii Nauk Ukrainy we Lwowie
- 1994 – wystawa w Ukraińskim Muzeum Prowincji Ontario w Toronto
- 1994 – wystawa w Centrum kultury w kościele św. Władimira i Olgi w Chicago
- 1994 – wystawa w prywatnej galerii w Nowym Jorku
- 1995 – wystawa w  IVF Gallery w  Detroit
- Wystawa haftu regionalnego poświęcona 900. rocznicy Drohobycza

## Odznaczenia
- W grudniu 2012 roku rada miasta Drohobycza przyznała jej honorowe obywatelstwo[4].
- 2006 – Nagroda im. Anatola Wachnianina[3]
- 1986 –  Związek Artystów Ukrainy przyznał jej tytuł Ludowego mistrza sztuk dekoracyjnych i użytkowych ZSRR[3]